# جونیس
جونیس (به صربی: Đunis) یک منطقهٔ مسکونی در صربستان است که در ناحیه راسینا واقع شده‌است. جونیس ۸۱۲ نفر جمعیت دارد.